# Fonderie typographique française
La Fonderie typographique française (FTF) est une fonderie typographique française, fondée en 1921 par la réunion des fonderies Chaix, Marcou, Durey, Huart, Saling, Berthier, Turlot et Renault. Enric Crous-Vidal, qui a fondé le mouvement Graphie latine, en a été le directeur artistique.
En 1974, la Fundición Tipográfica Neufville  reprend les polices d’écritures de la FTF, et ses caractères sont aujourd’hui dans la faculté des beaux-arts de l’université de Barcelone.
La FTF a notamment produit ou revendu les polices d’écritures suivantes  :
- Champs Élysées ou Ilerda (1945, Crous-Vidal)[3]
- Caravelle (1956-1963, Baum + Bauer), Folio de la Fonderie Bauer
- Deauville (1927, M. Loewe)
- Editor (1937, Henri Chaix)
- Égyptiennes
- Horizon (1952-1955, Baum + Bauer), imprimatur de la Fonderie Bauer
- Île de France (1960, Crous-Vidal)
- Italienne (vers 1820)
- Flash (1953, Crous-Vidal)[3]
- Paris, Paris demi-gras et Paris gras (1953, Crous-Vidal)[3]